# 幸田清一郎
幸田 清一郎 （こうだ せいいちろう、1943年 - ）は、日本の化学者。上智大学教授。東京大学名誉教授。専門は、反応化学、反応工学、超臨界流体、無機工業化学。

## 来歴・人物
1961年都立日比谷高校、1965年東京大学工学部卒業。1970年工学博士（東京大学）。1970年東京大学大学院修了。
修了後同大学工学部助手、1980年に講師を経て1981年より工学部助教授。1990年より東京大学化学工学科および大学院システム工学専攻の教授。2003年に東京大学を退官し、現職。 東京大学名誉教授。

## 著書
- 『実験化学講座5巻』分担執筆（丸善、2005年）
- 『超臨界流体反応法の基礎と応用』分担執筆（シーエムシー出版、2004年）
- 『超臨界流体のすべて』共編著（テクノ社、2002年）
- 『大学院講義物理化学』（東京化学同人、1997年）
- 『火炎の分光学的計測とその応用―フレームスペクトロスコピー 日本分光学会 測定法シリーズ』共編著（学会出版センター、1990年）

その他多数